# Gobryas (Sohn des Dareios I.)
Gobryas (altgriechisch Γωβρύας, altpersisch Gaubaruva-) war ein Angehöriger der persischen Achämenidendynastie im 5. Jahrhundert v. Chr. Er war ein Sohn des Großkönigs Dareios I. und der Artystone, sein Vollbruder war Arsames.
Während der Invasion Griechenlands durch Xerxes I. im Jahr 480 v. Chr. hatte Gobryas das Aufgebot der Lygier und Mariandyner angeführt. Weiteres ist nicht über ihn bekannt.